# Eriopyga contempta
Eriopyga contempta är en fjärilsart som beskrevs av William Schaus 1894. Eriopyga contempta ingår i släktet Eriopyga och familjen nattflyn. Inga underarter finns listade i Catalogue of Life.